# 横浜ASフリューゲルスアワー
横浜ASフリューゲルスアワー（よこはまエーエスフリューゲルスアワー）は、テレビ神奈川で1992年から1998年まで放送されたサッカー番組。全日本空輸（ANA）と佐藤工業、バンダイなどが提供番組だった。

## 番組概要
横浜ASフリューゲルスの最新情報、試合ダイジェストなどを放送した。スタート当初は九州地方（長崎県、熊本県、鹿児島県）を特別活動地区（準本拠地）としていたこともあり、長崎文化放送、熊本朝日放送、鹿児島放送（3局ともANN（テレビ朝日）系列）でも毎週日曜日の深夜に放送されていた（熊本では翌月曜日夕方にも再放送されていた）。また横浜ASフリューゲルスの出資会社の一つ佐藤工業の本店（登記上の本社）が富山県だったため、北日本放送でも深夜に放送されていた。
また、TVKでの中継に際しても上記九州地方の3局がそれぞれのホームゲーム開催時に製作協力を行い、神奈川県向けに生中継、ホームゲームが開かれた各県向けには録画中継を行っていた。